# Max Gablonsky
Max Gablonsky (ur. 1 stycznia 1890, zm. 16 lipca 1969) – niemiecki piłkarz i lekkoatleta.
Był pierwszym w historii reprezentantem Niemiec w piłce nożnej z Bayernu Monachium (1910). Kandydował do występu na igrzyskach olimpijskich w Sztokholmie w 1912 w sztafecie sprinterskiej 4x100 m, ale ostatecznie nie startował.